# أدولفو لازاريني
أدولفو لازاريني (بالإسبانية: Adolfo Lazzarini)‏ هو لاعب كرة قدم ومدرب كرة قدم باراغواياني وأرجنتيني في مركز الهجوم، ولد في 7 مايو 1952 في Sauce, Corrientes ‏ في الأرجنتين، وتوفي في 1 يوليو 2010 في أسونسيون في باراغواي. شارك مع منتخب باراغواي لكرة القدم. أما مع النوادي، فقد لعب مع أوليمبيا أسونسيون وإل. دي. يو. كيتو وريفر بليت وكروز آزول ونادي ليبرتاد.

## وصلات خارجية
- أدولفو لازاريني على موقع الاتحاد الدولي (مؤرشف)  (الإنجليزية)